# Ionaspis alba
Ionaspis alba är en lavart som beskrevs av Lutzoni. Ionaspis alba ingår i släktet Ionaspis och familjen Hymeneliaceae.   Inga underarter finns listade i Catalogue of Life.